# Matthias Merz
Pour les articles homonymes, voir Merz.
Matthias Merz, né le 1er février 1984  dans le canton d'Argovie à Menziken (Suisse), est un orienteur suisse.